# Saccharodite sanguinea
Saccharodite sanguinea är en insektsart som beskrevs av George Willis Kirkaldy 1907. Saccharodite sanguinea ingår i släktet Saccharodite och familjen Derbidae. Inga underarter finns listade i Catalogue of Life.